# Atletism la Jocurile Olimpice de vară din 2024 - Săritura în lungime (feminin)
Proba de atletism săritura în lungime feminin de la Jocurile Olimpice de vară din 2024 a avut loc în perioada 6 - 8 august 2024 pe Stade de France.

## Recorduri
Înaintea acestei competiții, recordurile mondiale și olimpice erau următoarele:
| Record           | Atlet                      | Timp   | Loc                 | Data               |
| ---------------- | -------------------------- | ------ | ------------------- | ------------------ |
| Recordul mondial | Galina Cisteakova (URS)    | 7,52 m | Leningrad, URSS     | 11 iunie 1988      |
| Recordul olimpic | Jackie Joyner-Kersee (USA) | 7,40 m | Seul, Coreea de Sud | 29 septembrie 1988 |

## Program
Orele sunt ora Franței (UTC+1) 
| Data                 | Oră   | Etapă      |
| -------------------- | ----- | ---------- |
| Marți, 6 august 2024 | 11:15 | Calificări |
| Joi, 8 august 2024   | 20:00 | Finala     |

## Rezultate

### Calificări
S-a calificat în finală orice sportivă care a sărit lungimea de 6,75 m (C) sau atletele cu cele mai bune 12 rezultate (c).
| Loc | Grupă | Atletă                | Țară                       | 1    | 2    | 3    | Rezultat | Note |
| --- | ----- | --------------------- | -------------------------- | ---- | ---- | ---- | -------- | ---- |
| 1   | A     | Tara Davis-Woodhall   | Statele Unite ale Americii | 6,64 | 6,90 |      | 6,90     | C    |
| 2   | B     | Larissa Iapichino     | Italia                     | 6,60 | 6,87 |      | 6,87     | C    |
| 3   | B     | Malaika Mihambo       | Germania                   | x    | x    | 6,86 | 6,86     | C    |
| 4   | A     | Ese Brume             | Nigeria                    | 6,44 | 6,40 | 6,76 | 6,76     | C    |
| 5   | A     | Ruth Usoro            | Nigeria                    | x    | 6,68 | 6,65 | 6,68     | c    |
| 6   | A     | Jasmine Moore         | Statele Unite ale Americii | 6,35 | 6,66 | x    | 6,66     | c    |
| 7   | B     | Prestina Ochonogor    | Nigeria                    | 6,27 | 6,65 | 6,29 | 6,65     | c    |
| 8   | B     | Monae' Nichols        | Statele Unite ale Americii | 6,43 | 6,52 | 6,64 | 6,64     | c    |
| 9   | A     | Alina Rotaru-Kottmann | România                    | 6,45 | 6,46 | 6,63 | 6,63     | c    |
| 10  | B     | Ackelia Smith         | Jamaica                    | 6,51 | 6,59 | 6,58 | 6,59     | c    |
| 11  | B     | Marthe Koala          | Burkina Faso               | 6,36 | 6,59 | 6,57 | 6,59     | c    |
| 12  | B     | Hilary Kpatcha        | Franța                     | 6,18 | 6,20 | 6,59 | 6,59     | c    |
| 13  | A     | Xiong Shiqi           | China                      | 6,58 | 6,56 | 6,52 | 6,58     | SB   |
| 14  | A     | Pauline Hondema       | Olanda                     | 4,72 | 6,21 | 6,55 | 6,55     |      |
| 15  | B     | Fátima Diame          | Spania                     | 6,37 | 6,52 | x    | 6,52     |      |
| 16  | B     | Ivana Španović        | Serbia                     | x    | 6,51 | 6,31 | 6,51     |      |
| 17  | A     | Chanice Porter        | Jamaica                    | 6,48 | 6,21 | x    | 6,48     |      |
| 18  | A     | Milica Gardašević     | Serbia                     | 6,48 | x    | x    | 6,48     |      |
| 19  | B     | Plamena Mitkova       | Bulgaria                   | 6,45 | 6,42 | 6,33 | 6,45     |      |
| 20  | A     | Laura Raquel Müller   | Germania                   | 6,40 | 6,13 | 6,38 | 6,40     |      |
| 21  | B     | Petra Farkas          | Ungaria                    | 6,40 | 6,33 | 6,22 | 6,40     |      |
| 22  | A     | Natalia Linares       | Columbia                   | x    | 6,40 | 6,04 | 6,40     |      |
| 23  | A     | Eliane Martins        | Brazilia                   | 6,36 | x    | x    | 6,36     |      |
| 24  | A     | Agate de Sousa        | Portugalia                 | x    | 6,34 | 6,27 | 6,34     |      |
| 25  | B     | Brooke Buschkuehl     | Australia                  | 6,29 | 6,10 | 6,31 | 6,31     |      |
| 26  | B     | Sumire Hata           | Japonia                    | 6,21 | x    | 6,31 | 6,31     |      |
| 27  | A     | Nikola Horowska       | Polonia                    | x    | 6,31 | x    | 6,31     |      |
| 28  | B     | Mikaelle Assani       | Germania                   | 5,64 | 6,13 | 6,24 | 6,24     |      |
| 29  | A     | Esraa Owis            | Egipt                      | 5,93 | 6,11 | 6,20 | 6,20     |      |
| 30  | A     | Tessy Ebosele         | Spania                     | 6,02 | x    | 6,09 | 6,09     |      |
| 31  | B     | Lissandra Campos      | Brazilia                   | 5,90 | 6,02 | x    | 6,02     |      |

### Finala
| Loc | !Atletă               | Țară                       | 1    | 2    | 3    | 4            | 5            | 6            | Rezultat | Note |
| --- | --------------------- | -------------------------- | ---- | ---- | ---- | ------------ | ------------ | ------------ | -------- | ---- |
| 1   | Tara Davis-Woodhall   | Statele Unite ale Americii | 6,93 | 7,05 | 6,95 | 7,10         | 6,61         | 6,68         | 7,10     |      |
| 2   | Malaika Mihambo       | Germania                   | 6,77 | 6,81 | 6,95 | x            | 6,98         | x            | 6,98     |      |
| 3   | Jasmine Moore         | Statele Unite ale Americii | 6,96 | 6,92 | 6,62 | 6,75         | 6,88         | 6,88         | 6,96     |      |
| 4   | Larissa Iapichino     | Italia                     | 6,78 | 6,87 | x    | 6,83         | 6,78         | 6,85         | 6,87     |      |
| 5   | Ese Brume             | Nigeria                    | x    | 6,59 | 6,63 | 6,70         | 6,51         | 6,70         | 6,70     |      |
| 6   | Monae' Nichols        | Statele Unite ale Americii | 6,64 | x    | 6,36 | 6,63         | 6,67         | 6,66         | 6,67     |      |
| 7   | Alina Rotaru-Kottmann | România                    | 6,46 | 6,46 | 6,65 | 6,55         | 6,67         | 6,50         | 6,67     |      |
| 8   | Ackelia Smith         | Jamaica                    | 6,66 | 6,52 | x    | 5,86         | 6,40         | 6,42         | 6,66     |      |
| 9   | Marthe Koala          | Burkina Faso               | 6,61 | 6,51 | 6,46 | nu a avansat | nu a avansat | nu a avansat | 6,61     |      |
| 10  | Ruth Usoro            | Nigeria                    | 6,58 | x    | 5,80 | nu a avansat | nu a avansat | nu a avansat | 6,58     |      |
| 11  | Hilary Kpatcha        | Franța                     | 6,56 | 5,54 | 5,78 | nu a avansat | nu a avansat | nu a avansat | 6,56     |      |
| 12  | Prestina Ochonogor    | Nigeria                    | 6,07 | 6,24 | 6,24 | nu a avansat | nu a avansat | nu a avansat | 6,24     |      |